# 鄧炳 (正德進士)
鄧炳（1466年—1555年），字子幾，广东广州府順德縣人，民籍。

## 生平
治《詩經》，行二，由國子生中式弘治二年己酉科（1489年）廣東鄉試第十三名舉人，年四十三歲中式正德三年（1508年）戊辰科會試第一百七十三名，第二甲第九十名進士。授南京刑部主事，歴郎中，出知太平府，嘉靖二年（1523年）二月擢广西兵备副使，所至有政声。不久以剿灭思恩贼寇有功当迁，以病乞休归乡。居家节俭寡营，卒年九十。同邑钟华以举人官光泽令，经学文义与邓炳齐名。

## 家族
曾祖鄧子華。祖鄧觀祥。父鄧志。母梁氏。永感下，兄熇。